# Rolf Michael Schneider
Rolf Michael Schneider (* 10. September 1950 in Hamburg) ist ein deutscher Klassischer Archäologe.

## Leben
Nach der Gymnasialzeit am Hamburger Matthias-Claudius-Gymnasium (1962–1971) studierte Schneider von 1971 bis 1982 Klassische Archäologie, Alte Geschichte, spätantike und byzantinische Kunstgeschichte und Evangelische Theologie an der Universität Hamburg und der Ruprecht-Karls-Universität Heidelberg. In Heidelberg wurde er 1982 bei Tonio Hölscher mit der Dissertation Bunte Barbaren: Orientalenstatuen aus farbigem Marmor in der römischen Repräsentationskunst promoviert; das Examen in seinen Nebenfächern legte er bei Géza Alföldy (Alte Geschichte) und Christine Strube (Byzantinische Kunstgeschichte) ab. Anschließend arbeitete er bis 1983 als Stipendiat der Volkswagenstiftung am Projekt Gemmen und Glaspasten als Zeugnisse politischer Mentalität: Zur Entstehung und Ausbreitung römischer Repräsentationskunst. Von 1984 bis 1985 absolvierte er ein Volontariat in der Antikensammlung des Badischen Landesmuseums in Karlsruhe.
Von 1987 bis 1990 arbeitete Schneider als Wissenschaftlicher Angestellter am Archäologischen Institut der Universität Heidelberg, wo er sich 1991 mit der Schrift Dionysischer Rausch und gesellschaftliche Wirklichkeit: Großplastische Satyrbilder hellenistischer Zeit habilitierte. Noch im selben Jahr wurde er zum Privatdozenten, 1992 zum Hochschuldozenten ernannt. Nach einem Semester als Gastprofessor am Department of Classics der Harvard University 1997 wurde er 1998 zum außerplanmäßigen Professor befördert, folgte aber noch im selben Jahr einem Ruf an die University of Cambridge als University Lecturer in Greek and Roman Art and Archaeology. Während seiner hiesigen Arbeitszeit war er Fellow und von 1999 bis 2001 Dean (Dekan) des Downing College. Von 2000 bis 2001 war er zudem Curator des Museum of Classical Archaeology.
Von 2001 bis zu seiner Emeritierung 2016 lehrte er als ordentlicher Professor für Klassische Archäologie an der Ludwig-Maximilians-Universität München. Er war seit 2001 außerdem Erasmus-Beauftragter des Departments für Kulturwissenschaften und Initiator eines jährlichen Studentenaustauschs der beiden Universitäten. Seit 2005 gibt er die Reihe Image and Context (ICON) heraus. Ab 2016 lehrt er für vier Jahre als Honorary Professor an der Faculty of Humanities der Universität Kapstadt.

## Forschungen
Schneiders Forschungen richten sich speziell auf visuelle Darstellungen. Hierzu zählen unter anderem Infrastruktur und Artefakt von Nicht-Griechen und Nicht-Römern in griechischen und römischen Bildern, Körperbild und Anatomie, Theorien und Methoden der Rekonstruktion visueller Vergangenheiten. Forschungen betreibt Schneider auch über Emotionen im Bild, insbesondere über das Lachen. Zu einer Publikation von Jacques Le Goff, die unter dem Titel Das Lachen im Mittelalter erschienen ist, hat Schneider ein umfangreiches bebildertes Nachwort verfasst.

## Schriften
- mit Michael Maaß: Wege zur Klassik: Führer durch die Antikenabteilung des Badischen Landesmuseums. Badisches Landesmuseum Karlsruhe, Karlsruhe 1985.
- Bunte Barbaren. Orientalenstatuen aus farbigem Marmor in der römischen Repräsentationskunst. Werner, Worms 1986, ISBN 3-88462-041-X.
- mit Elizabeth Rankin: From Memory to Marble: The Historical Frieze of the Voortrekker Monument. Part I: The Frieze. De Gruyter und African Minds, Berlin/Boston und Kapstadt 2019.
- mit Elizabeth Rankin: From Memory to Marble: The Historical Frieze of the Voortrekker Monument. Part II: The Scenes. De Gruyter und African Minds, Berlin/Boston und Kapstadt 2020.